# Le Burgaud
Le Burgaud – miejscowość i gmina we Francji, w regionie Oksytania, w departamencie Górna Garonna.
Według danych na rok 1990 gminę zamieszkiwało 429 osób, a gęstość zaludnienia wynosiła 18 osób/km² (wśród 3020 gmin regionu Midi-Pireneje Le Burgaud plasuje się na 648. miejscu pod względem liczby ludności, natomiast pod względem powierzchni na miejscu 445.).

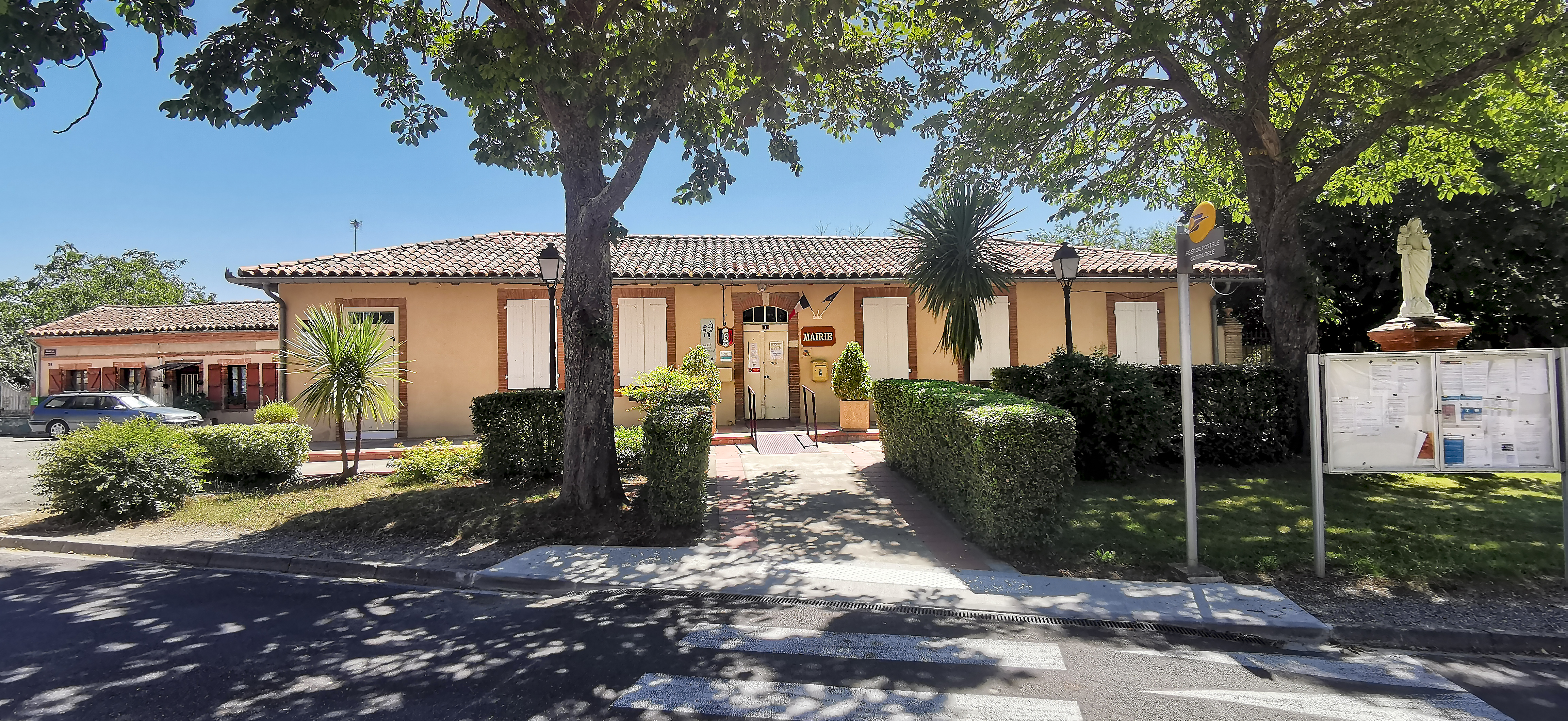
Ratusz
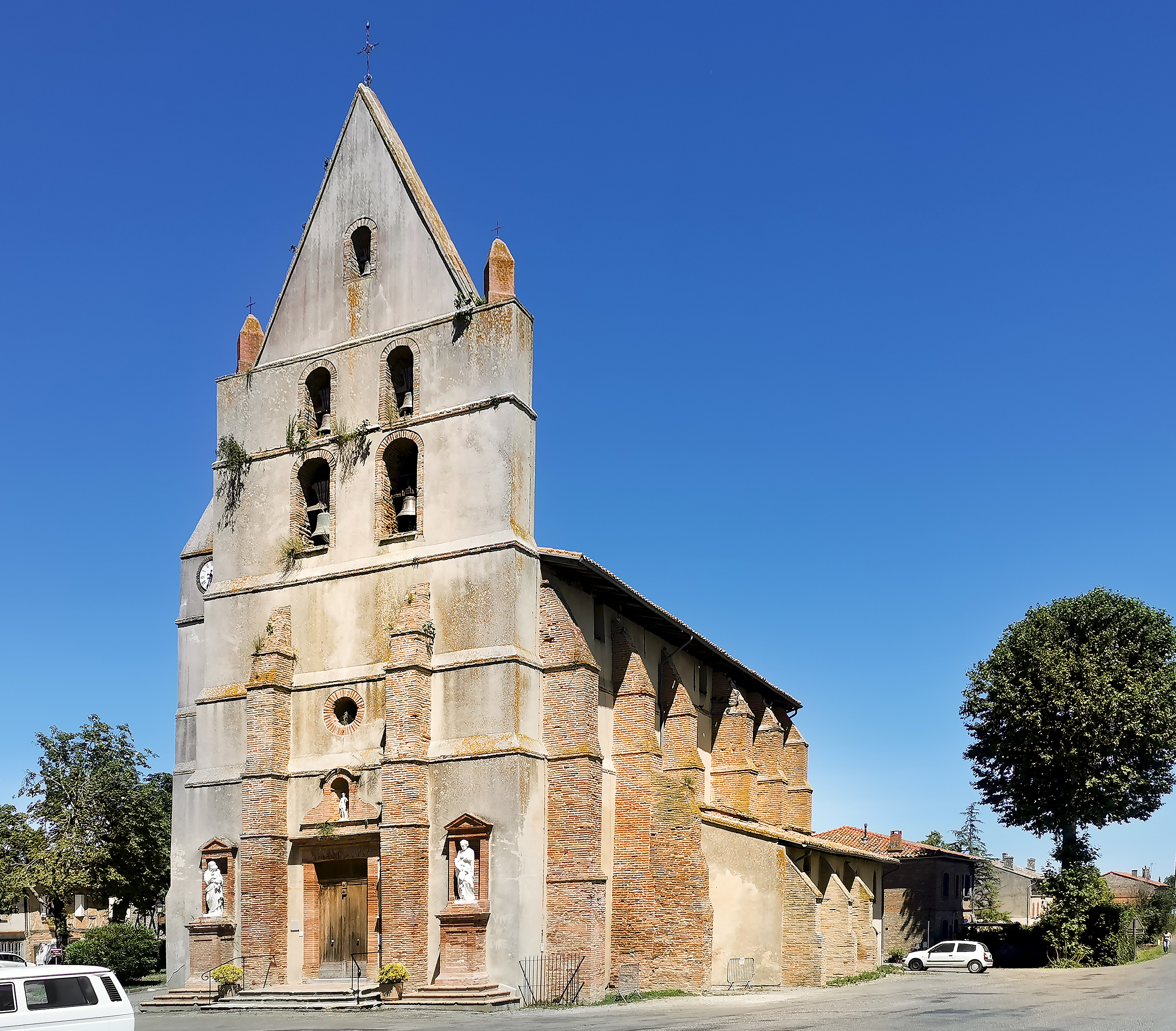
Kościół Saint-Jean-Baptiste
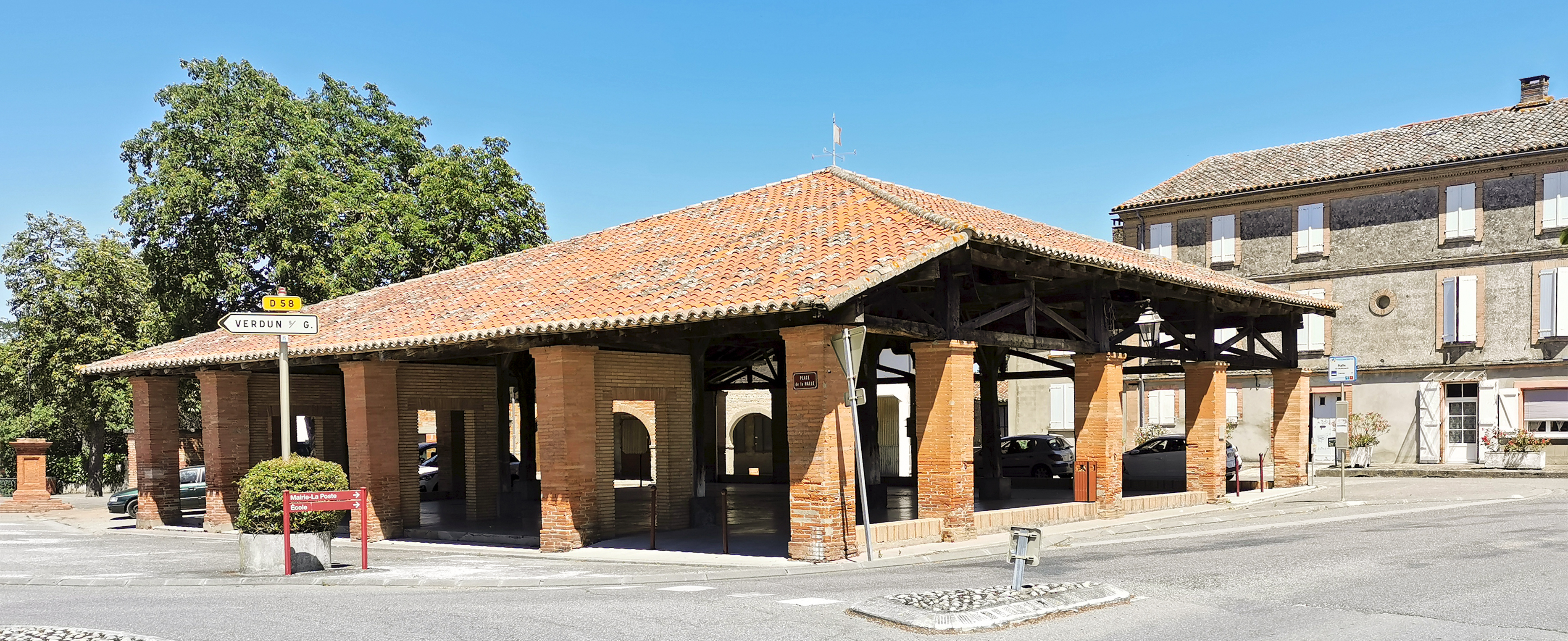
Rynek objęty gwarancją